# Pseudodistoma kanoko
Pseudodistoma kanoko is een zakpijpensoort uit de familie van de Pseudodistomidae. De wetenschappelijke naam van de soort is voor het eerst geldig gepubliceerd in 1975 door Tokioka & Nishikawa.